# فرودگاه دانشگاه پردیو
فرودگاه دانشگاه پردیو (به انگلیسی: Purdue University Airport) یک فرودگاه همگانی با کد یاتا LAF است که یک باند فرود آسفالت دارد و طول باند آن ۱۲۸۸ متر است. این فرودگاه در شهر لفیت، ایندیانا کشور ایالات متحده آمریکا قرار دارد و در ارتفاع ۱۸۵ متری از سطح دریا واقع شده است.